# Двуосечен стоидвадесетоклетъчник
Двуосеченият стоидвадесетоклетъчник е еднообразен изпъкнал многоклетъчник. Общият брой клетки е 720. Той има 600 осечени тетраедъра и 120 осечени икосаедъра. Той има 3600 върха, 7200 ръба и 4320 стени (1200 триъгълника, 720 квадрата и 2400 шестоъгълника). Връхната фигура е двуъгълен дисфеноид.

## Алтернативни имена
- Двуосечен стоидвадесетоклетъчник (Норман У. Джонсън)
  - Двуосечен хекатоникосахорон
  - Двуосечен хексакосихорон
  - Двуосечен полидодекаедър
  - Двуосечен политетраедър
- Осеченодванадесетостен хексакосихекатоникосахорон (Акроним xhi) (Джордж Олшевски и Джонтън Бауърс)[1]